# Jeroným Brixi
Jeroným Brixi, getauft als Václav Norbert Brixi, deutsch auch Wenzel Norbert Brixi (* 20. September 1738 in Manetin, Pilsner Region; † 15. April 1803 in Plan), war ein böhmischer Organist, Kantor und Komponist.

## Leben
Jeroným Brixi entstammte der bekannten böhmischen Musikerfamilie Brixi. Sein Vater Jan Josef Brixi war Kantor und Organist aus Melnik. Dieser zog einige Jahre vor der Geburt seines Sohnes in das musikalisch renommierte Manetín bei Pilsen, wo er als Kantor, Organist und Lehrer an der dortigen Kirche tätig war. Václav Norbert erhielt die erste musikalische Ausbildung bei seinem Vater. Im Alter von 14 Jahren zog er nach Prag, wo ihn sein Vater vermutlich in die Obhut seines Cousins, des Komponisten František Xaver Brixi, gab. Von 1752 bis 1757 besuchte er das Jesuitengymnasium auf der Prager Kleinseite und war gleichzeitig Schüler des Organisten Johann Wolf an der Metropolitankirche St. Veit.
Im Jahr 1758 trat Václav Norbert Brixi in das Zisterzienserkloster Plaß bei Pilsen ein, das für seine Förderung der Künste und insbesondere der Musik bekannt war. Dort nahm er den Ordensnamen Jeroným (lateinisch Hieronymus) an, legte im folgenden Jahr sein Ordensgelübde ab und wurde 1766 zum Priester geweiht. Mit dem Ordensnamen Jeroným signierte er später alle seine Kompositionen. In Plaß wirkte er als Organist und einige Jahre auch als Regens chori an der Klosterkirche. Im Jahr 1781 schickte ihn der Orden als Pfarrer nach Plan, wo er bis zu seinem Lebensende blieb.

## Werke
Ein Großteil seiner Musik ging verloren, als das Zisterzienserkloster 1785 im Zuge der Josephinischen Reformen aufgelöst und vermutlich das gesamte Klosterarchiv vernichtet wurde. Brixi widmete sich vor allem der Kirchenmusik, wobei sein Stil bereits Elemente des aufkommenden musikalischen Klassizismus aufweist, aber dennoch eng mit der Musik seiner Zeit verbunden bleibt. 
Von seinen Kompositionen sind erhalten geblieben:
- Offertorium de Beata Maria Virgine für Soloquartett, Chor und Orchester
- Zwei Motetten
- Sonate für Violine und Klavier